# Копчик (урочище)
Копчик — упразднённая в 1950-е годы деревня, ныне урочище в Свердловской области России. Находится на территории современного городского округа город Нижний Тагил.

## Географическое положение
Бывшая деревня Копчик расположена на правом берегу реки Чусовая на 261 километре ниже по течению от камня Собачьи Ребра в селе Слобода и в 10 километрах от деревни Нижняя Ослянка, напротив устья реки Мельничная (левого притока реки Чусовая). На противоположном берегу реки Чусовая расположено урочище Луговая. В окрестностях урочища на реке Чусовая расположен большой остров.

## История
Первые поселенцы были вогулы в начале XVI века. В XVIII веке в деревне появились русские, вогулы обрусели. У всех жителей было только пять фамилий: Шахманаевы, Шатрабаевы, Лазарьковы, Лобановы, Пуповы. Вогулы были язычниками, в связи с этим в деревне имелся молитвенный вогульский пень от старой лиственницы. В 1960-х годах пень сгорел. 
Основное занятие для жителей было хлебопашество, рубка корабельного леса. В 1880 году в деревне уральский художник А.К. Денисов-Уральский написал картину «Вечер у деревни Копчик».
В 1930-х годах в деревне Копчике действовал водомерный пост.
В 1950-х годах деревню объединили с деревней Луговой и с общим названием деревня Луговая, но в начале 1960-х годов деревня прекратила своё существование. Жители перебрались в другие деревни.
В настоящее время на месте от бывшей деревни остались отдельные брёвна, да ямы от бывших погребов.

## Михайло-Архангельская церковь
Есть данные, что после 1917 года здесь была освящена деревянная Михайло-Архангельская церковь, которая в 1930 году была закрыта, а священник расстрелян.

## Население
Согласно данным Пермского Управления Государственного Имущества в начале 1870-х годов числилось в деревне Копчик 110 человек, в том числе 47 мужчин и 63 женщины.